# San Agustín (Huila)
Pour les articles homonymes, voir San Agustin.
San Agustín est une municipalité située dans le sud du département du Huila, en Colombie.
Située à une altitude de 1 730 m, dans les contreforts du massif colombien, la municipalité de San Agustín bénéficie d'un climat particulièrement propice au tourisme archéologique et écologique. La température moyenne y est de 18 °C.
On y trouve notamment le lagon Magdalena (Laguna Magdalena) qui est le lieu de naissance du Río Magdalena, le plus important fleuve de Colombie.
Cette municipalité est connue pour le parc archéologique de San Agustín qui est l'une des zones archéologiques les plus importantes en Colombie. Ce parc est inscrit sur la liste du patrimoine mondial de l’UNESCO depuis 1995.